# براندون براون (كرة سلة)
براندون براون (بالإنجليزية: Brandon Brown)‏ مواليد 14 يناير 1985 في نيو أورلينز، هو لاعب كرة سلة أمريكي. بدأ مسيرته الاحترافية في سنة 2009. يحمل الرقم 6. يبلغ طوله 6 قدم 7 بوصة (2.0 م). لعب مع شياولياي في دوري البلطيق لكرة السلة ونادي لانوس.

## روابط خارجية
- براندون براون (كرة سلة) على موقع كرة السلة الأوروبية.كوم (الإنجليزية)
- براندون براون (كرة سلة) على موقع ريلجم (الإنجليزية)
- براندون براون (كرة سلة) على موقع بروبوليرز (الإنجليزية)
- براندون براون (كرة سلة) على موقع سبورتس رفرنس (الإنجليزية)